# Matenin
Matenin – francuski samobieżny ustawiacz min wykorzystujące podwozie terenowego samochodu ciężarowego firmy Matenin. Z tyłu pojazdu zamocowane jest urządzenie przeznaczone do automatycznego zakopywania w ziemi min przeciwpancernych HPD i ACPM. Miny mogą być zakopywane w ziemi, ale także pod dnem rzek i strumieni o maksymalnej głębokości 1,2 m. Odstęp między ustawionymi minami jest regulowany w zakresie 2,5–10 m.  Miny są umieszczane w ziemi podczas postoju pojazdu który został wyposażony w automatyczny układ zatrzymujący pojazd przed ustawieniem miny i przyspieszający pojazd po jej ustawieniu. Na platformie Matenina znajdują się cztery kontenery mieszczące po 112 min. Maksymalna masa ustawiacza jest równa 16 t, a prędkość maksymalna obciążonego pojazdu nie przekracza 70 km/h. Matenin jest w stanie postawić 400–500 min na godzinę.